# Futebol Internacional 2000
Microsoft International Soccer 2000, em português traduzido como Futebol Internacional 2000, é um jogo eletrônico de futebol desenvolvido pela Rage Software e lançado em 20 de outubro de 1999 somente para o Microsoft Windows. A versão brasileira foi um dos primeiros jogos eletrônicos do gênero a conter narração em português (a narração foi feita por José Silvério, com comentários de Flávio Prado, ambos, à época, da rádio Jovem Pan AM).